# Psectrocladius viridescens
Psectrocladius viridescens är en tvåvingeart som beskrevs av Freeman 1953. Psectrocladius viridescens ingår i släktet Psectrocladius och familjen fjädermyggor.
Artens utbredningsområde är Zimbabwe. Inga underarter finns listade i Catalogue of Life.